# NGC 3200
NGC 3200 est une très vaste galaxie spirale barrée située dans la constellation de l'Hydre. NGC 3200 a été découverte par l'astronome américain Edward Singleton Holden en 1882.

## Caractéristiques
Sa vitesse par rapport au fond diffus cosmologique est de 3 877 ± 25 km/s, ce qui correspond à une distance de Hubble de 57,2 ± 4,0 Mpc (∼187 millions d'al).
La classe de luminosité de NGC 3200 est III et elle présente une large raie HI.
À ce jour, 21 mesures non basées sur le décalage vers le rouge (redshift) donnent une distance de 43,086 ± 12,631 Mpc (∼141 millions d'al), ce qui est à l'intérieur des valeurs de la distance de Hubble. Notons cependant que c'est avec la valeur moyenne des mesures indépendantes, lorsqu'elles existent, que la base de données NASA/IPAC calcule le diamètre d'une galaxie et qu'en conséquence le diamètre de NGC 3200 pourrait être d'environ 116,4 kpc (∼380 000 al) si on utilisait la distance de Hubble pour le calculer.

## Supernova
La supernova SN 2009jy a été découverte dans NGC 3200 le 8 mars 2009 par un dénommé Chai. Le type de cette supernova n'a pas été déterminé.